# Chiesa della Natività di Gesù
La chiesa della Natività di Gesù è una chiesa di Roma che si affaccia sulla piazza Pasquino, nel rione Parione. È la chiesa nazionale della Repubblica Democratica del Congo.

## Storia e descrizione

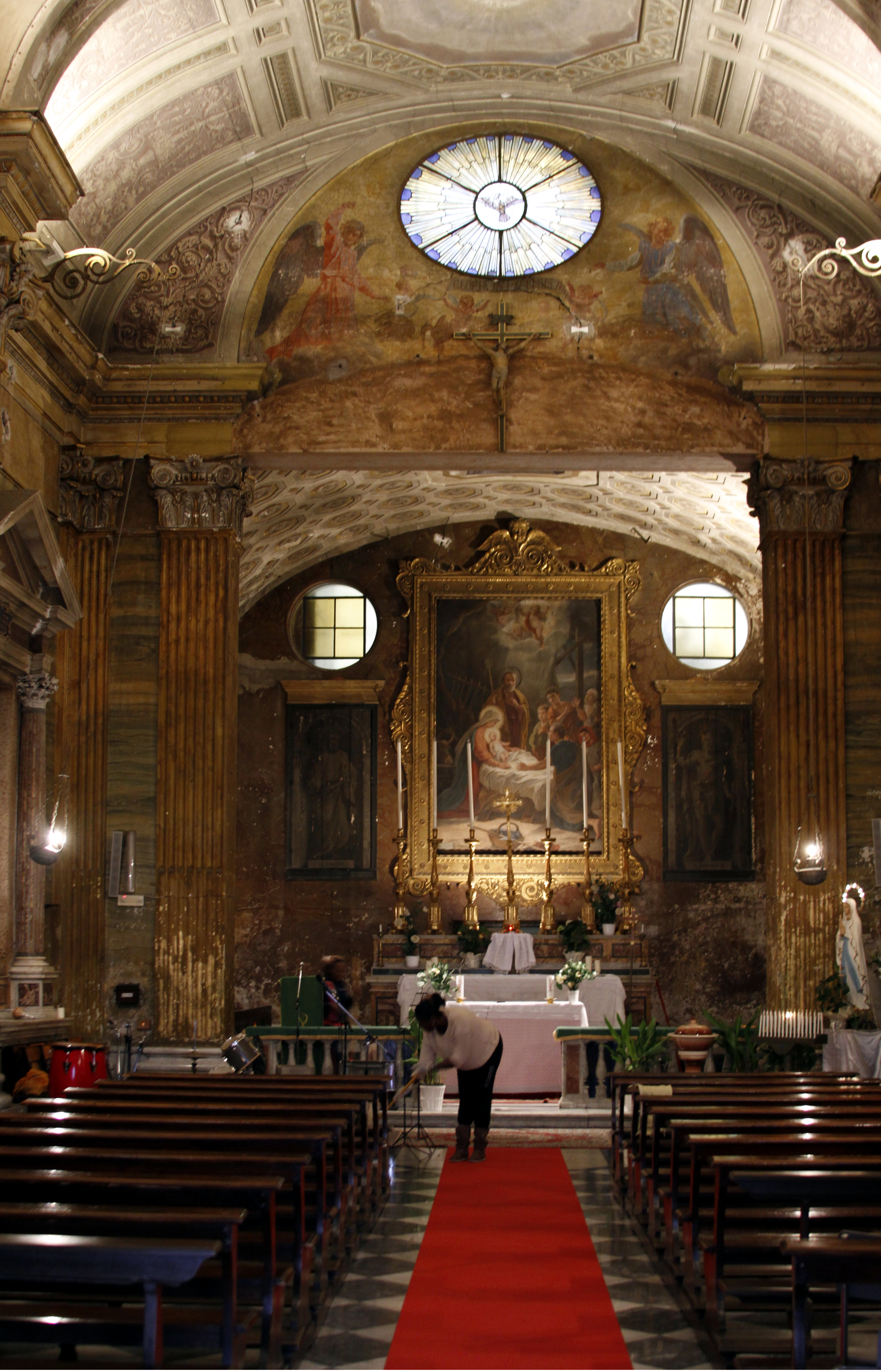
L'interno

Questa chiesa venne costruita alla fine del Seicento ed affidata all'Arciconfraternita della Compagnia della Natività (detta degli Agonizzanti), pio sodalizio istituito nel 1616. Papa Innocenzo XII (1691-1700) accordò con un breve alla suddetta confraternita la licenza di costruire e aprire il suo oratorio. La chiesa fu restaurata più volte; l'ultimo restauro è del 1862, ad opera dell'Architetto Andrea Busiri Vici (Roma 1818 - ivi 1911), quando fu ricostruita ed assunse l'aspetto attuale. La facciata è a forma di capanna, e sopra il portale d'ingresso, di stile neorinascimentale, si trova scritta l'espressione evangelica: Gloria in excelsis Deo. L'interno si presenta a navata unica, con volta a botte e due altari su ogni lato.